# Coenotephria anomala
Coenotephria anomala là một loài bướm đêm trong họ Geometridae.